# 清川泰次
清川 泰次（きよかわ たいじ、1919年5月6日 - 2000年8月6日 ）は、日本の洋画家。

## 概要
1919年(大正8年)5月6日、静岡県浜松市にて生誕。1936年、浜松第一中学（現浜松北高校）4年修了後、慶應義塾大学経済学部予科に入学し、油彩画を始めていく。大学在学中は写真部に所属していた。
1944年に慶應義塾大学を卒業し、戦後はアメリカやヨーロッパ、アジア各地を訪問していく。1947年に二科展に初入選し、浜松市で初の個展を開催する。
1949年には世田谷区の成城にアトリエ兼住居を構え、1951年に渡米しシカゴの画廊で個展を開催し、1954年にタイやエジプト、インドなどを周遊後、帰国。帰国後は、「今日の新人展」（神奈川県立近代美術館）や読売アンデパンダン展等に出品していった。1963年に再渡米し、3年間の渡米制作を経て帰国し、1980年に東京セントラル美術館にて「清川泰次の世界」展を開催、1983年には安田火災東郷青児美術館大賞を受賞。
1995年5月に静岡県榛原郡御前崎町（現御前崎市）に自作約400点を寄贈し、清川泰次芸術館を開館する。2000年8月6日午後10時、虚血性心疾患のため世田谷区成城の自宅で死去。享年81。
2003年11月に東京の世田谷美術館分館・清川泰次記念ギャラリー（アトリエ兼自宅を一部改築工事）が開館した。

## 著書
- 芸術とは何か（美術出版社、1999年3月）ISBN 9784568103205